# Afdeling Q - Den grænseløse
|  | Denne artikel er oprettet af botten Steenthbot ud fra en ekstern database. Den kan derfor have sproglige fejl eller mangler. Denne skabelon kan fjernes efter kontrol af indholdet. |

Afdeling Q - Den grænseløse er en dansk spillefilm fra 2024 instrueret af Ole Christian Madsen.